# 에네츠어
에네츠어(Enets, Энецкий язык)는 북부 시베리아의 타이미르스키군 내의 예니세이강 하류 지역에서 에네츠인에 의해 사용되는 사모예드어파 언어이다. 2010년 인구조사 기준 에네츠인의 인구는 260명 정도이나 대부분 에네츠어를 말하지 않는다. 현재 유창한 화자 수는 10명 남짓이고 말할 수 있는 사람을 모두 합해도 40여 명에 불과하여 사멸 직전이다.
크게 삼림 에네츠어와 툰드라 에네츠어의 두 방언군으로 나뉜다. 방언 간의 차이가 커서 2개의 서로 다른 언어로 간주되기도 한다.